# Howard Drossin
Howard Drossin (Los Angeles, 2 ottobre 1970) è un compositore e musicista statunitense.

## Biografia
Ha iniziato a suonare chitarra e pianoforte durante l'adolescenza. A 22 anni è stato ingaggiato dalla Disney come compositore, che è da allora la sua attività principale. Ha realizzato i temi musicali di numerosi videogiochi, prodotti soprattutto da SEGA, tra cui Die Hard Arcade. Dal 1994 lavora anche per il cinema: a lui si devono alcune composizioni nelle colonne sonore di L'uomo con i pugni di ferro, Jimmy Hollywood e Miracolo a Sant'Anna. Per quanto riguarda i suoi contributi da musicista, ha suonato in album di Herbie Hancock, Rod Stewart, The Black Keys, Wiz Khalifa, Paul Oakenfold, Beyoncé. 

## Vita privata
Dal 2000 è sposato con la sua collaboratrice Jessica. La coppia ha una figlia.

## Colonne sonore firmate da Howard Drossin

### Cinema
- Jimmy Hollywood (1994)
- The Item (1999)
- The Theory of the Leisure Class (2001)
- Jane Bond (2001)
- 25th Hour  (2002)
- What Boys Like (2003)
- Danny the Dog (2005)
- Blade: Trinity (2005)
- Tom-Yum-Goong (2005) (U.S. title: The Protector, 2006)
- Akeelah and the Bee  (2006)
- Inside Man (2006)
- Waist Deep  (2006)
- Parla con me (Talk to Me), regia di Kasi Lemmons (2007)
- Miracolo a Sant'Anna  (2008)
- Cadillac Records, regia di Darnell Martin (2008)
- Sidewalk  (2010)
- Marvel One-Shot: A Funny Thing Happened on the Way to Thor's Hammer  (2011)
- Marvel One-Shot: The Consultant  (2011)
- Red Tails  (2012)
- The Man with the Iron Fists  (2012)
- The Man with the Iron Fists 2  (2015)

### Videogiochi
- Wolf: True Life Adventure - 1992, Disney
- Sonic the Hedgehog Spinball - 1993, SEGA
- Sonic & Knuckles - 1994, Sega
- Comix Zone - 1995, Sega
- The Ooze - 1995, Sega
- Die Hard Arcade - 1996, Sega
- Sonic X-treme (unreleased) - 1996, Sega
- Dynamite Cop - 1998, Sega
- Vigilante 8 - 1998, Activision
- Vigilante 8: Second Offense - 2000, Activision
- Baldur's Gate II: Throne of Bhaal - 2000, Black Isle Studios
- Alien Front Online - 2001, Sega
- Afro Samurai - 2009, Namco Bandai Games
- Sonic e il Cavaliere Nero - 2009, Sega
- Splatterhouse - 2010, Namco Bandai Games